# Geremaro de Fly
Geremaro, nacido en Vardes, Neustria, es el primer abad de la abadía de Saint-Germer-de-Fly. Murió alrededor del 658. Se celebra el 30 de diciembre.

## Hagiografía
La biografía más antigua que se conserva de San Geremarus se compuso en el siglo IX y se revisó tres siglos después, por lo que su precisión histórica es muy dudosa.
Se dice que nació en Vardes (actual región de Neuf-Marché), 30 kilómetros al oeste de Beauvais, Francia, hijo de Rigoberto, aliado del rey Clotario I.
Fue educado en la Escuela Episcopal de Beauvais.  Ocupó altos cargos en las cortes de los reyes merovingios Dagoberto I (r. 629-639) y Clovis II (r. 639-657).  Tuvo dos hijas y un hijo que murió en la infancia.
En 632, se casó con Domane de la Roche-Guyon y, tras su muerte, entregó sus títulos a su hijo Amalberto. 
Geremarus conoció a Audoin en la corte de Dagoberto y, siguiendo su consejo, fundó la Abadía de Isle-sur-Epte (ahora Saint-Pierre-Bois). Audoin más tarde lo ordenó sacerdote.  Hacia 649 se trasladó a la Abadía de Pental, donde se convirtió en el superior, pero se fue después de una revuelta contra su liderazgo.  Nuevamente, en 655, siguiendo el consejo de Audoin, fundó un nuevo monasterio en Fly, ahora Abadía de Saint-Germer-de-Fly. Murió unos tres años después. 
Su hijo, al no tener descendientes, usó su fortuna para construir un monasterio y fue enterrado allí. 
Su monasterio fue devastado por los vikingos en el siglo VII, luego también en 851, antes de ser reconstruido a partir de 1036.

## Cuenta de los monjes de Ramsgate
Los monjes de la Abadía de San Agustín (Ramsgate) escribieron en su Libro de los santos,

Nacido en 608 d. C., de padres ricos y nobles, el rey merovingio Dagoberto I lo hizo (con sus amigos Eloi y  Ouen) consejero real. De su santa esposa, Domana, tuvo tres hijos, de los cuales la más joven, Amalberga, es honrada como santa.  Cuando estuvo libre para hacerlo, ingresó en un monasterio y más tarde se convirtió en su abad. Tras un atentado contra su vida, se retiró durante cinco años a la celda de un ermitaño. Finalmente, fundó otro monasterio cerca de Beauvais, y pocos años después murió santamente como abad del mismo (658 d. C.).

## Cuenta de Butler
El hagiógrafo Alban Butler (1710-1773) escribió en su "Vidas de los padres, mártires y otros santos principales" del 24 de septiembre,

Saint Germer, o Geremar, abad
 
Sus padres, Rigobert y Aga, eran de la principal nobleza en el territorio de Beauvais.  Nació en su castillo en el pueblo de Warandra, durante el reinado del Rey  Clotaire;  se casó con una dama piadosa llamada Domana, y siendo todavía un laico, construyó un monasterio en honor de San Pedro, llamado la Isla, que luego fue destruida por los Normandos, y ahora es una propiedad que pertenece a  Abadía de Saint Germer.  Germer, por consejo de Saint  Owen, hizo su profesión monástica en el monasterio de Pental, en el territorio de Rouen.  Poco después fue elegido abad, pero al encontrar a los monjes reacios a la regularidad, dejó la abadía y llevó una vida de anacoreta en una cueva cerca del río Sena durante cinco años y seis meses.  Su único hijo, Amalberto, agonizante, fue enterrado en el monasterio de San Pedro.  Germer, con la finca que le devolvió de la muerte de su hijo, fundó el monasterio de Fley o Flaviacum, ahora Saint Germer's, a cinco leguas de Beauvais hacia Rouen, en el que reunió una comunidad de fervientes monjes, en 655. Habiendo gobernado esta casa  tres años y medio, felizmente murió el 24 de septiembre de 658. Su cuerpo fue enterrado en la iglesia de su abadía, que poco después tomó su nombre.  Sus reliquias, por temor a los saqueadores normandos, fueron transportadas en secreto a Beauvais, donde todavía se conservan en la catedral, excepto los huesos de un brazo, que han sido devueltos a Saint Germer. En 1643  August Potier,  obispo de Beauvais, colocó a los monjes de la congregación de Saint Maur en esta abadía, y erigió en ella una gran escuela para  los estudios de humanidad hasta el final de la retórica. 